# Debeli Namet
El Debeli Namet es un pequeño glaciar por debajo de la montaña de Sljeme que se eleva 2.455 metros (8.054 pies) en el macizo de Durmitor, en el país europeo de Montenegro. Este glaciar se encuentra muy por debajo de la línea de nieve verdadera y está sostenido por avalanchas de nieve. Los resultados de recientes investigaciones sobre el glaciar Debeli NaMet han sido publicados por un científico británico (Hughes, 2007). Sin embargo el glaciar Debeli NaMet no es el glaciar más meridional de Europa, ya que esta condición actualmente corresponde al Glaciar Calderone en Italia.